# Donji Skugrić (Federacja Bośni i Hercegowiny)
Donji Skugrić – wieś w Bośni i Hercegowinie, w Federacji Bośni i Hercegowiny, w kantonie tuzlańskim, w mieście Gradačac. W 2013 roku liczyła 54 mieszkańców, z czego większość stanowili Boszniacy.